# سوسن متأخر
السوسن المتأخر (Iris serotina) هو نبات ينتمي إلى جنس السوسن، وينتمي إلى الجنس الفرعي Xiphium. وهو نبات معمر دوقصي من جنوب أوروبا، ويوجد في إسبانيا والمغرب.

## الوصف
ينمو السوسن المتأخر ما بين 30-60 سم، وأوراقه المتقاربة تكون بين 2-6 ملم. يظهر في الخريف، ويتلاشى بعد ذلك قبل الإزهار. يحتوي عادةً على 2-3 زهور لكل ساق، ويزهر عمومًا في أواخر يوليو أو أغسطس. مثل أنواع السوسن الأخرى، يحتوي على زوجين من البتلات، و3 بتلات كبيرة (بتلات خارجية) و3 بتلات داخلية أصغر له زهور زرقاء بنفسجية.

## التصنيف
في عام 1861، وصف هاينريش موريتس فيلكوم السوسن المتأخر بعد رؤية نباتات من مقاطعة جيان بإسبانيا. في الأصل، أطلق عليه اسم Iris filifolia، ولكن غُير لاحقًا إلى Iris serotina. ثم نُشر الوصف في "Prodromus Florae Hispanicae"؛ المجلد الأول لعام 1861. تم وصفه لاحقًا في مجلة كورتيس النباتية رقم 733 عام 1977.

## التوزيع والموئل
وجد أصلاً في جنوب شرق إسبانيا. كما وجد في قونكة وجيان وفي مقاطعة غرناطة. ووجد في الريف بالمغرب. ينمو السوسن المتأخر على الصخور، على الجانب المظلل من الجبال.

## حالة الحفظ
صُنّف على أنه "مهدد"، وكان مدرجًا في القائمة الحمراء للنباتات المهددة بالانقراض الصادرة عن الاتحاد الدولي لحفظ الطبيعة لعام 1997 في إسبانيا.

## السمومية
مثل العديد من أنواع السوسن الأخرى، فإن معظم أجزاء النبات سامة (الجذمور والأوراق)، إذا تم تناولها عن طريق الخطأ يمكن أن تسبب آلام في المعدة والقيء. كما أن التعامل مع النبات قد يسبب تهيج الجلد.